# Laurent Nunez
Pour les articles homonymes, voir Nunez.
Ne doit pas être confondu avec Laurent Nuñez.
Laurent Nunez est un romancier, poète, essayiste, critique et éditeur français, né à Orléans le 20 mai 1978.

## Biographie
Après des études de lettres à l’université d'Orléans, Laurent Nunez prépare sa certification et son agrégation de lettres à Paris (collège Sévigné). Il obtient un master 2 à l’École des hautes études en sciences sociales, sous la direction de Philippe Roger, directeur de la revue Critique. 
Après avoir été membre du jury du prix Récamier, du jury du master « création littéraire » de Paris VIII, et du Stendhal Club, il a été en 2017 et 2018 « expert littérature » à l'Institut français, chargé des dossiers de candidature pour la villa Kujoyama (Kyoto, Japon). Il est l’auteur de nombreux articles sur la littérature, publiés dans Critique, La NRF, Les Temps modernes, Historia, La Cause freudienne, Têtu, Marianne, L'Express, Place Publique, Le Nouveau Recueil ou encore L'Humanité. Certains sont traduits en anglais (États-Unis), russe, japonais, tchèque (revue Plav), portugais (revue Serrote). Pour tous ces articles, il a été finaliste du prix Hennessy du journalisme littéraire 2013.
De 2009 à 2020, il fait partie des chroniqueurs de l'émission littéraire La Dispute, animée par Arnaud Laporte et diffusée sur France Culture.
En 2010, à la demande du Centre national du livre, il part plusieurs semaines en Colombie, pour réaliser un documentaire sur les écrivains du pays. Intitulé Que tal Colombia ?, le film propose des entrevues avec Juan Manuel Roca, Antonio Caballero, William Ospina, Fernando Vallejo, etc.
Rédacteur en chef du Magazine littéraire de 2010 à 2014 (où il donne de plus en plus de place aux inédits des écrivains contemporains), il dirige ensuite les pages culture de l'hebdomadaire Marianne, jusqu'en 2016.
Éditeur aux éditions du Cerf jusqu'en 2020, il est nommé en 2021 directeur littéraire (fiction et non-fiction) aux éditions de l'Observatoire (groupe Humensis).

## Publications
- Les Écrivains contre l’écriture[8], éditions José Corti, 2006, 288 p.  (ISBN 2-7143-0916-X)
- Les Récidivistes[9], éditions Champ Vallon, rééd. Payot/Rivages, 2014, 480 p.  (ISBN 978-2-87673-490-6)
- Si je m’écorchais vif[10], Grasset, 2015, 208 p.  (EAN 9782246790082)
- L’Énigme des premières phrases[11], Grasset, 2017, 200 p.  (EAN 9782246861515)
- Il nous faudrait des mots nouveaux, Cerf, 2018, 190 p.
- Regardez-moi jongler, Cerf, 2021, 144 p.
- Le Mode avion, Actes Sud, 2021, 224 p. (rééd. poche Rivages, 2025)
- Tout ira bien, Rivages, 2025, 256 p.

### En revues
- Quignard, un auteur autoritaire ?, revue Critique, no 721-722, juin 2007, p. 432–442. Un article qui décrit la lente disparition de la fonction « auteur » au sein des livres de Quignard.
- La Terreur dans les Lettres, revue La Cause freudienne, no 69, septembre 2008, p. 204–220. Entretien sur le dégoût de l'écriture.
- Vert de rage, revue du Stendhal Club, no 1, 2012. Récit qui dévoile que Stendhal n'est pas « un écrivain du bonheur », mais plutôt « un écrivain de la rage ».
- Et si les Modernes se trompaient ?, in Fins de la littérature (dir. D. Viart et L.Demanze), Armand Colin, 2012. Sur Barthes refusant d'être moderne.
- Ses vers tournent dans ma tête, L'Humanité, hors-série Aragon, 2012. Sur les universitaires qui reprochent à Louis Aragon son engagement.
- Le Journal de Proust, 1913, La NRF, D'après Proust, mars 2013. Sur un de ses prochains livres : la vie de Proust en 1913.
- À la recherche de la signifiance, in Les Temps modernes, « Critiques de la critique », mars 2013. Sur le concept de signifiance, « tourniquet des significations ».
- Un couple ordinaire, poèmes, Raise, janvier/février 2014. Des poèmes construits à partir de photographies de couples peu ordinaires.
- Six Poèmes, Les Lucioles, éd. Des Ailes sur un Tracteur, juin 2014. Six poèmes offerts à un recueil contre l'homophobie.
- Ne me parlez plus de la fin du monde, revue Le Courage no 3, Grasset, 2017
- Marguerite Duras, un destin d'exception, hors-série Lire/Magazine littéraire (dir.), novembre 2020